# Kościół św. Katarzyny w Lipce
Kościół św. Katarzyny – katolicki kościół parafialny zlokalizowany w Lipce, w powiecie złotowskim, w województwie wielkopolskim, przy Rynku. Istnieje przy nim parafia św. Katarzyny.

## Historia
Pierwszy kościół lipecki wspominany jest jako filia parafii złotowskiej w XIV wieku. Nosił wezwanie św. Anny i św. Wawrzyńca. W XVI wieku przejęli go protestanci. W XVIII wieku wznieśli oni nową świątynię w centrum wsi. W jej pobliżu, w latach 1927-1933, miejscowa gmina ewangelicka wzniosła obecną świątynię ceglaną w stylu modernistycznym. 1 lipca 1945, po przejęciu przez katolików kościół został poświęcony przez ks. Wiktora Domachowskiego. 1 czerwca 1951 erygowano tutaj parafię (wcześniej świątynia przynależała do parafii w Złotowie).

## Architektura
Kościół reprezentuje konstruktywistyczny nurt modernizmu. Jest halowy, ceglany, nieotynkowany, wyposażony częściowo w elementy ze starej świątyni. Nakryty dachem dwuspadowym, prezbiterium zamknięte trójbocznie, okna prostokątne. Do wejścia, ukrytego pod trójdzielną arkadą, prowadzą okazałe schody. Masywną wieżę, krytą płaskim dachem z krzyżem, umieszczono od strony północno-wschodniej. Posiada ona zegar i okienka (latarnie) w kształcie dzwonów. 

## Wyposażenie
Wyposażenie głównie XX-wieczne. Ołtarz główny zdobiony metaloplastycznie. W prezbiterium witraż ze sceną Ostatniej Wieczerzy i figura św. Katarzyny z mieczem i kołem do łamania (narzędzia jej męki). 

## Otoczenie
Przy kościele głaz pamiątkowy z tablicą ku czci Jana Pawła II, ufundowany przez mieszkańców gminy i odsłonięty w maju 2010. Po drugiej stronie Rynku stoi stary kościół protestancki – obecny dom parafialny.

## Galeria

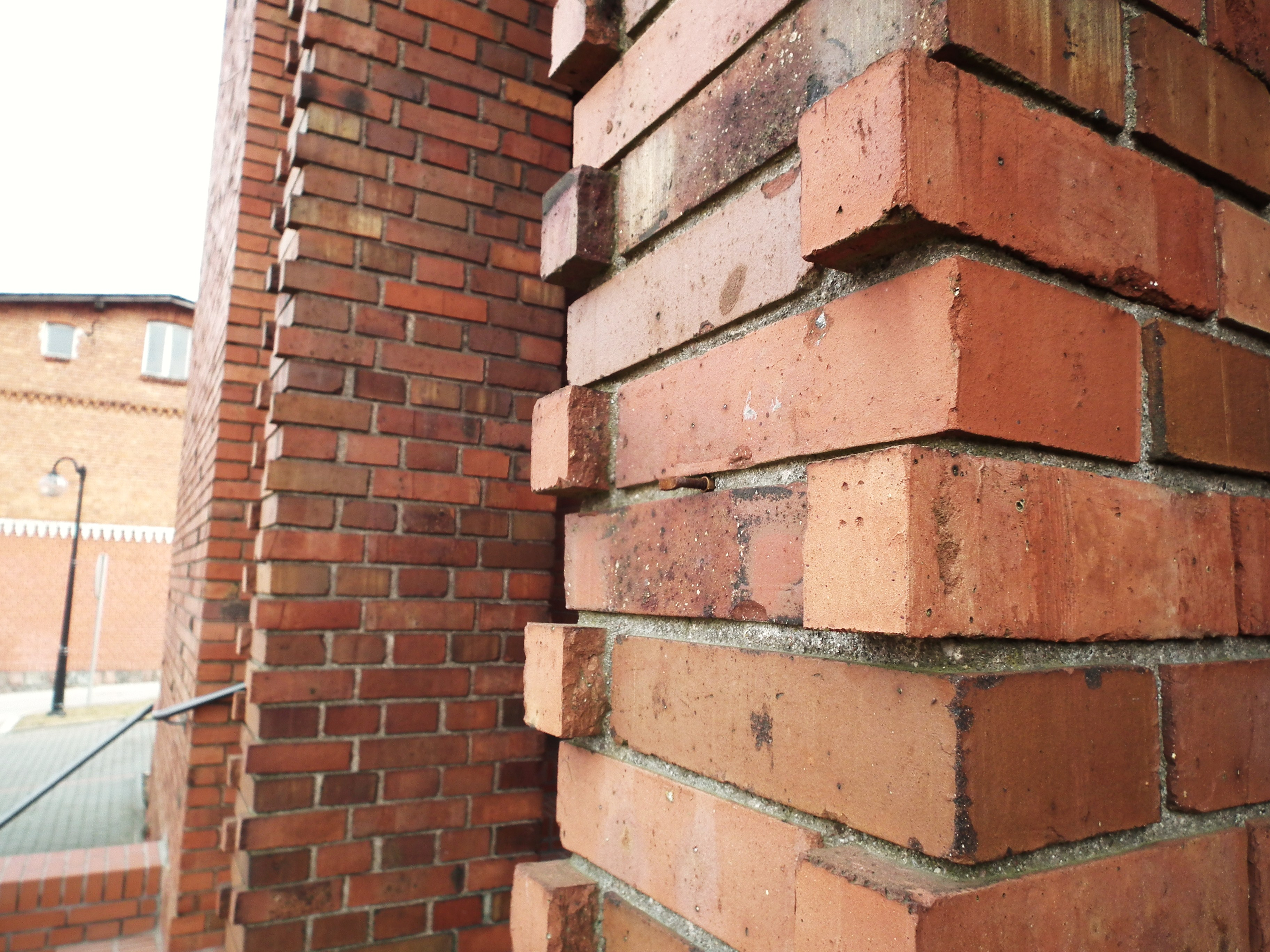
Detal fasady
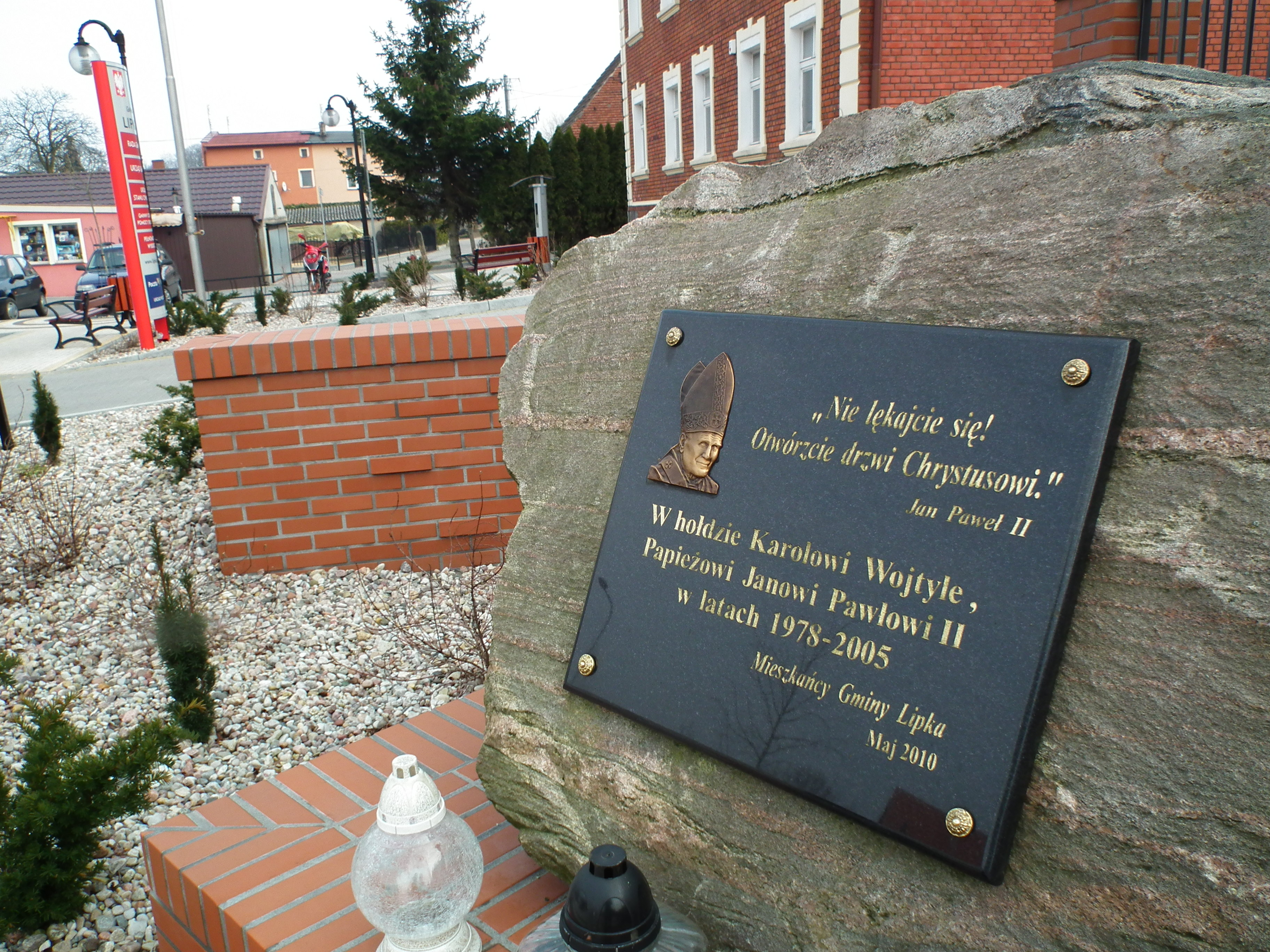
Pomnik papieski
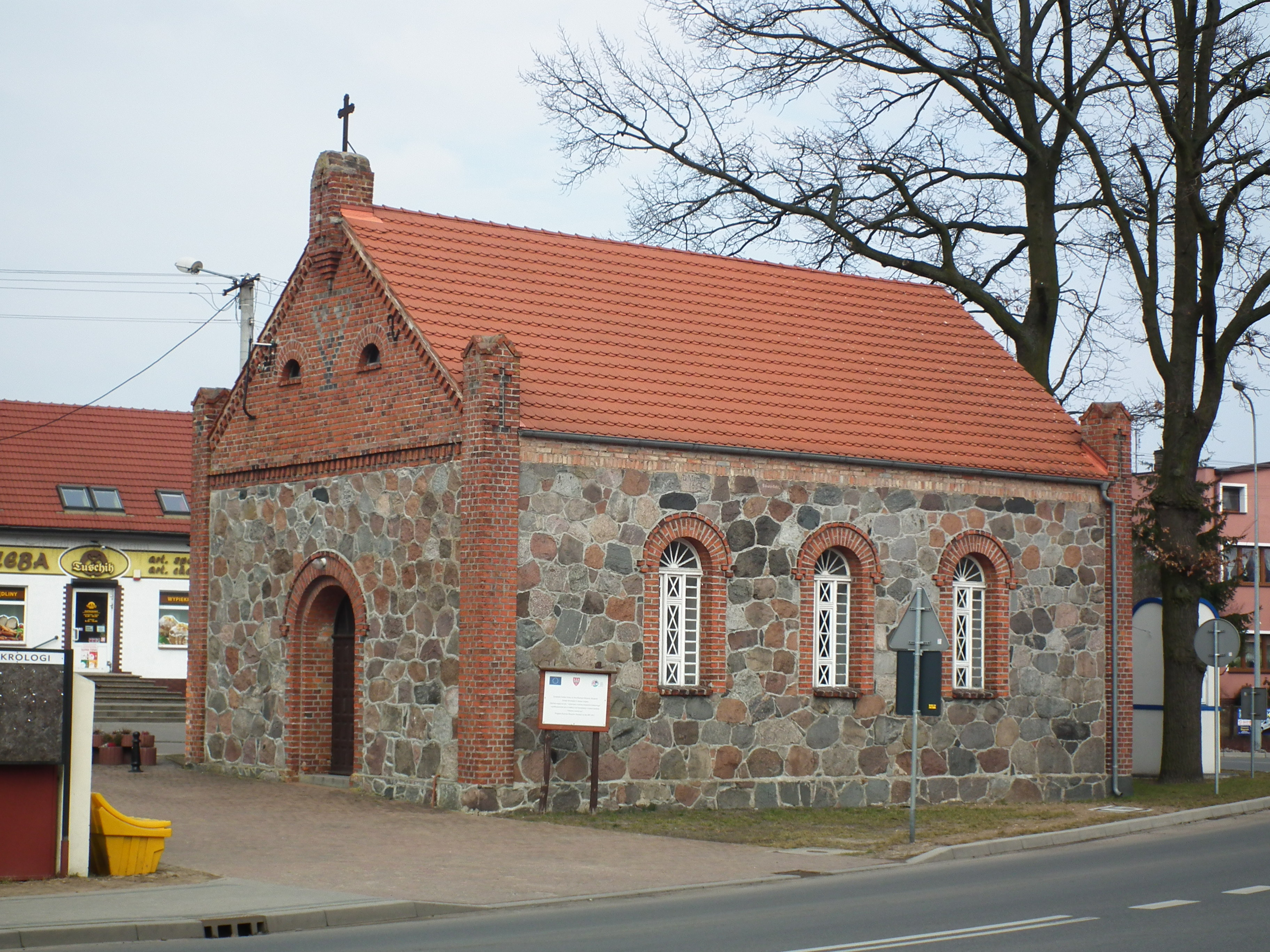
Stary kościół